# Fenotiazin
Fenotiazin je organsko jedinjenje koje se javlja u različitim antipsihotičkim i antihistaminskim lekovima. Ono ima formulu . Ovo žuto triciklično jedinjenje je rastvorno u sirćetnoj kiselini, benzenu, i etru. Ono je srodno sa tiazinskom klasom heterocikličnih jedinjenja. Derivati ovog jedinjenje nalaze široku primenu u lekovima.

## Sinteza
Ovo jedinjenje je originalno pripremio Berntsen 1883. putem reakcije difenilamina sa sumporom, dok noviji sintetički pristupi koriste ciklizaciju 2-supstituisanih difenilsulfida. Farmaceutski značajni derivati fenotiazina se obično ne pripremaju počevši od fenotiazina.

## Literatura
- „”. Архивирано на веб-сајту  (14. јануар 2009)